# Pierre Woodman
Pierre Woodman (ur. 29 kwietnia 1963 w Owernii) – francuski fotograf, reżyser, producent filmowy i aktor filmów pornograficznych. Nazwisko Woodman w rzeczywistości jest pseudonimem, pochodzącym z czasów dzieciństwa, gdy mieszkał w lesie. Jego szkolni koledzy nazywali go „człowiekiem lasu” – „drwalem”, a później profesjonalny pseudonim został skrócony do „The Woodman”. W Stanach Zjednoczonych jego imię ma podwójne znaczenie z silnym podtekstem seksualnym: „drewno” (wood) jest rozumiane jako „erekcja” w wyrażeniach takich jak „drewno poranne”.

## Życiorys

### Wczesne lata
Urodził się w Owernii, w centralnej Francji w skromnej rodzinie. Jako trzynastolatek, wymienił na koszulkę skradzioną broszurę z filmem porno z sex shopu. W wieku 14 lat po raz pierwszy nawiązał kontakt seksualny, a jako 15–latek po raz pierwszy miał seks analny ze starszą dziewczyną.
W wieku piętnastu lat porzucił szkołę i rozpoczął pracę jako barman, fotograf, sprzedawca w sklepie i magazynier. Mając 17 lat wstąpił do armii. W wieku 19 lat został zawodowym policjantem. Podczas pobytu w Las Vegas romansował z córką policjanta Jennifer Marie Massoli, która potem została amerykańską aktorką filmów porno.

### Kariera

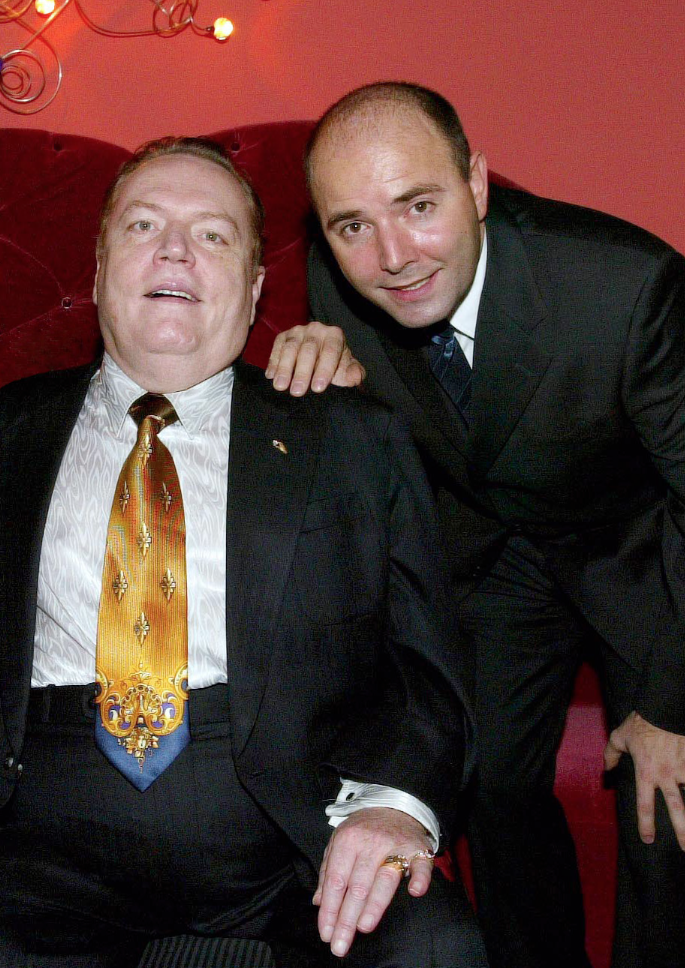
Woodman z Larrym Flyntem

W 1983 przeniósł się do Paryża, gdzie poznał aktora porno polskiego pochodzenia Piotra Stanislasa, który wprowadził go w świat branży porno. W 1986 rozpoczął karierę jako fotograf mody dla różnych magazynów, takich jak „Vogue”, „Blast”, „Issue” czy „Numero”. W 1988 jako fotograf podjął współpracę z Markiem Dorcelem. W 1989 został fotoreporterem nowo powstałego magazynu erotycznego „Hot Video” i wziął udział w filmie Video Marc Dorcel Szantaż kobiet (Chantage De Femmes, 1989) z Christophe Clarkiem, a na początku lat 90. tworzył castingi dla Michela Ricauda do jego filmów. 
W tym samym czasie szwedzki biznesmen Berth Milton Jr. przejął firmę swojego ojca Bertha Miltona Sr., publikującą „Private Magazine” od 1965, pierwszy na świecie kolorowy magazyn pornograficzny. Milton przeniósł firmę ze Sztokholmu do Barcelony, zaczął skupiać się na produkcjach wideo, a później filmach prezentowanych w Internecie, szukając kogoś, kto nadałby tradycyjnemu, ale przestarzałemu tytułowi - nowy, bardziej nowoczesny wygląd. W kwietniu 1991 Pierre Woodman miał swoją pierwszą sesję porno dla Private Media Group, a w 1992 podpisał umowę na wyłączność jako producent. Dzięki jego staraniom wytwórnia filmów pornograficznych Private stała się jedną z wiodących firm w branży porno.
W latach 1992–2000 dla Private wyreżyserował wysokobudżetowe produkcje: dwuczęściowy Żigolo (The Gigolo, 1995) oraz trylogię Wieżowiec (Tower, 1995) nawiązującą do dreszczowca Phillipa Noyce’a Sliver, Piramida (Pyramid, 1996; dochód: 1,2 mln$) i Tatiana (1998, 1999; dochód: 600 000 $) i Riwiera (2001, dochód: 450 000 $).
W 1999 zaczął realizować sceny filmowe w stylu gonzo w serii Superfuckers. Pod koniec 1999 otrzymał propozycję współpracy od Larry’ego Flynta, właściciela wydawnictwa Larry Flynt Publications (LFP) i wydawcy Hustler Magazine. W 2000 podpisywał umowę o pracę z Hustlerem.
Wystąpił w hiszpańskim filmie Dziwka (Yo puta/The Life: What's Your Pleasure?, 2004) wg powieści Isabel Pisano z Denise Richards, Daryl Hannah i Joaquimem de Almeidą.
W latach 2005–2006 związał się ponownie z Private. Z budżetem 540 tys. euro zrealizował trylogię Sex City (2006), pornograficzną wersję Sin City: Miasto grzechu Roberta Rodrigueza wg trzech komiksów Franka Millera z serii Sin City. Po pięciu tygodniach film stał się najlepiej sprzedającym się w historii pornobiznesu. W sierpniu 2006 z budżetem w wysokości 800 tys. euro podjął się realizacji megaprodukcji kolejnej trylogii Xcalibur: The Lords of Sex (2007), pornograficznej wersji filmu fantasy Excalibur, gdzie wzięło udział 40 aktorek i 35 aktorów. Film przyniósł nagrody Ninfa 2007 na Festiwalu Kina Erotycznego w Barcelonie w kategorii „Najlepsza scenografia” dla Thomasa Scriffony i „Najlepsza gwiazdka” za rolę przyjaciółki Zeliny dla Divinity Love.
W 2006 został szefem własnej wytwórni Woodman Entertainment, która zlokalizowana jest w centrum Barcelony. Od 25 do 28 marca 2009 gościł w Bułgarii na Sofia Eros Show 2009.
W 2009 stacja telewizyjna HBO zrealizowała film dokumentalny A Pierre Woodman-sztori. Wziął udział w filmie Christophera Clarka DXK (DXK, David Sex King, 2011), inspirowanym oskarżeniem o napastowanie seksualne Dominique’a Strauss-Kahna, oraz krótkometrażowym filmie fantasy Notre héritage (Our Legacy, 2016), prezentowanym na festiwalu w Berlinie 2016.
Jako zaciekły przeciwnik piractwa, w sierpniu 2015 w hotelu Ramada w Balatonfüred na Węgrzech, podczas międzynarodowego kongresu młodzieży, Pierre Woodman wraz z członkami UNICEF zorganizował konferencję na temat zakazu bezpłatnej pornografii i przemocy w sieci, która ma druzgocący wpływ na nieletnich, głównych widzów bezpłatnych stron z treściami dla dorosłych.

### Casting X

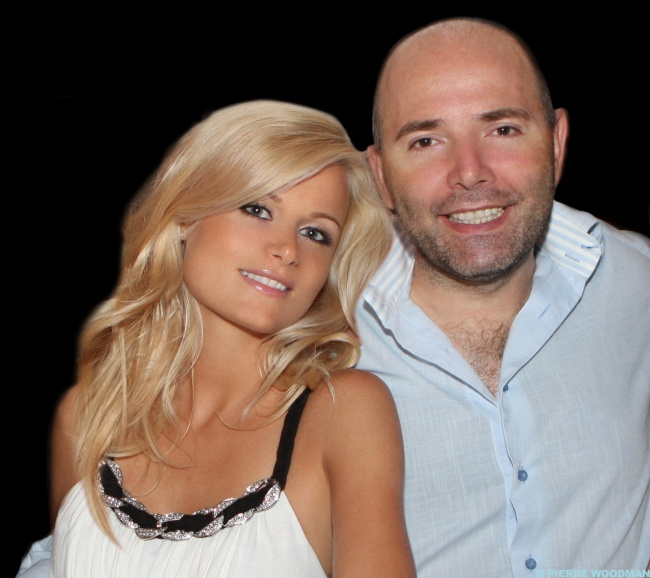
Pierre Woodman z Sophie Paris

W 1992 zapoczątkował realizację swojej serii castingów dla Private, ilustrowanej wywiadami i pokazującej kulisy kręcenia filmów pornograficznych. Wyprodukował ponad 170 płyt DVD ze swojej serii Casting X z udziałem aktorek porno z całego świata, ze Stanów Zjednoczonych, ale głównie z Europy Wschodniej z Węgier, Czech i Rosji. W jego produkcjach Casting X wzięły udział m.in.: Anita Blond (1994), Anita Dark (1994), Sophie Evans (1997), Nikki Anderson (1997), Silvia Saint (1998), Rita Faltoyano (1999), Monique Covét (1999), Dora Venter (1999), a także rzeczniczka łotewskiego rządu Laimdota Straujuma pod pseudonimem Jena Tamulevicha (1999), Angel Dark (2002), Liliane Tiger (2003), Angel Wicky (2010), Gina Gerson (2011), Daisy Marie (2011), Alexis Texas (2011), Little Caprice (2012), Marica Hase (2012), Misha Cross (2013), Adriana Chechik (2015), Bonnie Rotten (2015), Tori Black (2016), Natasha Starr (2016), Natalia Starr (2016), Jynx Maze (2017), Lana Rhoades (2017), Naomi Woods (2017), Gina Valentina (2017) i Riley Reid (2018).
Jednak produkcje Casting X Woodmana były przedmiotem wielu kontrowersji, a jego przeciwnicy oskarżali Woodmana o wywieranie presji psychicznej oraz przemocy fizycznej na modelkach, aby skłonić je do tworzenia treści. W 2013, po emisji filmu dokumentalnego na temat Woodmana, magazyn „Le Tag Parfait” opublikował artykuł, w którym Woodwan został oskarżony o zmuszanie, przekupywanie i bicie w celu popełnienia niechcianych czynności seksualnych. W 2017 Lana Rhoades na Twitterze ujawniła, że Woodman próbował zmusić ją do robienia rzeczy, na które wcześniej się nie zgodziła na planie filmowym.

## Życie prywatne
Był trzykrotnie żonaty, ma czworo dzieci (najmłodsze urodzone 30 marca 2021). Rozwiedziony z aktorką porno Tanią Russof. Od 2002 związany z węgierską aktorką porno Sophie Paris.

## Nagrody i nominacje
| Rok  | Nagroda           | Kategoria                                            | Film                                              | Rezultat  |
| ---- | ----------------- | ---------------------------------------------------- | ------------------------------------------------- | --------- |
| 1996 | Hot d’Or          | Najlepszy scenariusz                                 | Żigolo (Private Film 27: The Gigolo, 1995)        | Wygrana   |
| 1996 | AVN Award         | Najlepsza zagraniczna realizacja                     | Wieżowiec (The Tower, Parts 1, 2 & 3, 1995)       | Wygrana   |
| 1997 | Hot d’Or          | Platynowy film                                       | Ścigana 1 (Private Gold 22: The Fugitive 1, 1997) | Wygrana   |
| 1997 | Hot d’Or          | Najlepszy europejski reżyser                         | Piramida (Private Gold 11: The Pyramid 1, 1996)   | Wygrana   |
| 1997 | AVN Award         | Najlepsza realizacja zagraniczna                     | The Pyramid 1, 2, 3 (1996)                        | Wygrana   |
| 1998 | Hot d’Or          | Najlepszy europejski reżyser                         | –                                                 | Wygrana   |
| 1998 | AVN Award         | Najlepszy reżyser zagraniczny                        | Private Gold 22: The Fugitive 1 (1997)            | Wygrana   |
| 1999 | AVN Award         | Najlepsza realizacja zagraniczna                     | Tatiana 1, 2 & 3 (1998)                           | Wygrana   |
| 2000 | Hot d’Or          | Najlepszy film europejski                            | Safe Sex (1999) Sex Therapy (1999)                | Nominacja |
| 2001 | Hot d’Or          | Najlepszy reżyser                                    | Obłęd 1 (Private Gold 41: Madness 1, 2000)        | Wygrana   |
| 2002 | AVN Award         | Najlepszy reżyser realizacji zagranicznej            | Hustler XXX 5 (2000)                              | Nominacja |
| 2002 | AVN Award         | Najlepsza zagraniczna taśma winietowa                | Hustler XXX 5 (2000)                              | Nominacja |
| 2003 | Ninfa             | Nagroda specjalna organizacji Ninfa                  | –                                                 | Wygrana   |
| 2003 | AVN Award         | Najlepszy reżyser produkcji wideo                    | Brazilian Snake 1 & 2 (2001)                      | Nominacja |
| 2003 | AVN Award         | Najlepszy reżyser realizacji zagranicznej            | Hustler EXXXotica 1 (2002)                        | Nominacja |
| 2004 | Ninfa             | Nagroda za osiągnięcia                               | –                                                 | Wygrana   |
| 2006 | Ninfa             | Najlepszy reżyser                                    | Sex City (2006)                                   | Nominacja |
| 2006 | Ninfa             | Najlepszy scenariusz filmowy                         | Sex City (2006)                                   | Nominacja |
| 2007 | AVN Award         | Najlepszy reżyser zagranicznej produkcji             | Sex City (2006)                                   | Wygrana   |
| 2007 | Ninfa             | Najlepszy reżyser wybrany przez publiczność          | –                                                 | Wygrana   |
| 2008 | XBIZ Award        | Reżyser filmów pełnometrażowych roku                 | –                                                 | Nominacja |
| 2009 | AVN Award         | Najlepszy reżyser produkcji zagranicznej             | Xcalibur 3: The Lords of Sex                      | Nominacja |
| 2020 | XBIZ Europa Award | Wykonawca / reżyser witryny roku WoodmanCastingX.com | –                                                 | Nominacja |